# Новиков, Александр Васильевич (Герой Советского Союза)
Александр Васильевич Новиков (1924—1977) — сержант Рабоче-крестьянской Красной Армии, участник Великой Отечественной войны, Герой Советского Союза (1943).

## Биография
Александр Новиков родился 4 декабря 1924 года в селе Колодинка (ныне — Красноярский район Самарской области). После окончания неполной средней школы заведовал клубом в посёлке Красный Яр. В июне 1942 года Новиков был призван на службу в Рабоче-крестьянскую Красную Армию. С начала 1943 года — на фронтах Великой Отечественной войны.
К августу 1943 года сержант Александр Новиков командовал пулемётным отделением 895-го стрелкового полка 193-й стрелковой дивизии 65-й армии Центрального фронта. Отличился во время битвы за Днепр. В период с 28 августа по 15 октября 1943 года отделение Новикова на подступах к Днепру отразило девять контратак противника, нанеся ему большие потери, в числе первых переправилось через Десну, Сож и Днепр, прикрывая переправы основных сил.
В 1944 году Новиков был демобилизован по ранению. Проживал и работал сначала на родине, затем в Куйбышеве. Окончил совпартшколу и Куйбышевский педагогический институт. Умер 21 мая 1977 года, похоронен на Городском кладбище Самары.

## Награды
- Указом Президиума Верховного Совета СССР от 30 октября 1943 года за «образцовое выполнение боевых заданий командования на фронте борьбы с немецкими захватчиками и проявленные при этом мужество и героизм» сержант Александр Новиков был удостоен высокого звания Героя Советского Союза с вручением ордена Ленина и медали «Золотая Звезда» за номером 5252[1].
- Награждён рядом медалей[1].

## Память
- 10 ноября 2017 года в Самаре на доме № 47 по улице Льва Толстого была открыта мемориальная доска памяти трёх Герое Советского Союза (включая А. В. Новикова) — выпускников Куйбышевского педагогического института[2]